# Димитър Чабуклийски
Димитър Христов Тодоров-Чабуклийски е български музикант – флейтист и композитор. Убит е от комунистическата власт в концентрационния лагер „Слънчев бряг“ край Ловеч, където е изпратен без присъда. Както и Сашо Сладура, и той разказвал политически вицове, които го превръщат в трън в очите на комунистическите функционери.

## Биография
Роден е на 10 март 1928 година във Враца.
Завършва Българската държавна консерватория. Работи в Народната опера в София, свири на флейта. Военната си служба изкарва в Ансамбъла на Строителните войски. През 1955 г. се жени за Мария Тошева, имат една дъщеря. Работи в Симфоничния оркестър във Враца. Проявява се като много талантлив композитор. Композира музика към спектаклите в театъра.
На делото за лагерите и жена му, и свидетелят Димо Братованов, театролог, разказват, че бил много добър и чист човек, весел, прям, честен и винаги на всеки казвал в очите какво мисли. Имал чувство за хумор, обичал майтапите, разказвал вицове, включително и политически. Понякога хотел в кафенето и играели на карти със залагания. Веднъж казал на окръжния началник на МВР Стефан Добрев: „Другарю Добрев, вие по професия сте обущар, можете ли да ми направите едни обувки?“
Арестуван е ден-два преди 1 май 1961 г. и моментално изпратен в лагер. На семейството му не е дадена никаква информация, освен че е пратен на място, „където здравите се разболяват“. Доведен във врачанския съд по друго дело, той споделя на Братованов, когото случайно среща, че е в концлагер, пребит и сигурно няма да се върне – избиват ги един по един, както и че е попаднал там след като се е скарал с първия сектерар на Окръжния комитет на БКП Цвятко Божков.
Осъден е от първоинституционен съд за игра на комар на два месеца, но без присъдата му да е влязла в сила е изпратен в ловешкия лагер. В досието му от лагера обаче е записано, че не е осъждан. Не е открито и предложение за въдворяване, има само заповед за изпращането му там.
Умира на 3 ноември 1961 година, според смъртния акт. Като причина за смъртта са посочени „контузия, счупване на 4-то, 5-о и 6-о ребро и счупване на левия крак“. Липсват подробности, единствено един лагерист твърди, че е бил премазан от голям камък.